# Tsuda Tomohiro
Tomohiro Tsuda (津田 知宏 Tsuda Tomohiro, sinh ngày 6 tháng 5 năm 1986 ở Kakamigahara, Gifu) là một cầu thủ bóng đá người Nhật Bản hiện tại thi đấu cho Nagano Parceiro.

## Thống kê sự nghiệp
Cập nhật đến ngày 23 tháng 2 năm 2018.
| Thành tích câu lạc bộ | Thành tích câu lạc bộ                | Thành tích câu lạc bộ | Giải vô địch | Giải vô địch | Cúp                   | Cúp                   | Cúp Liên đoàn | Cúp Liên đoàn | Châu lục | Châu lục  | Tổng cộng | Tổng cộng |
| Mùa giải              | Câu lạc bộ                           | Giải vô địch          | Số trận      | Bàn thắng    | Số trận               | Bàn thắng             | Số trận       | Bàn thắng     | Số trận  | Bàn thắng | Số trận   | Bàn thắng |
| Nhật Bản              | Nhật Bản                             | Nhật Bản              | Giải vô địch | Giải vô địch | Cúp Hoàng đế Nhật Bản | Cúp Hoàng đế Nhật Bản | Cúp Liên đoàn | Cúp Liên đoàn | AFC      | AFC       | Tổng cộng | Tổng cộng |
| --------------------- | ------------------------------------ | --------------------- | ------------ | ------------ | --------------------- | --------------------- | ------------- | ------------- | -------- | --------- | --------- | --------- |
| 2005                  | Nagoya Grampus Eight /Nagoya Grampus | J1 League             | 1            | 0            | 1                     | 0                     | 2             | 0             | -        | -         | 4         | 0         |
| 2006                  | Nagoya Grampus Eight /Nagoya Grampus | J1 League             | 14           | 3            | 2                     | 0                     | 3             | 0             | -        | -         | 19        | 3         |
| 2007                  | Nagoya Grampus Eight /Nagoya Grampus | J1 League             | 17           | 2            | 0                     | 0                     | 3             | 0             | -        | -         | 20        | 2         |
| 2008                  | Nagoya Grampus Eight /Nagoya Grampus | J1 League             | 3            | 0            | 0                     | 0                     | 5             | 2             | -        | -         | 8         | 2         |
| 2009                  | Nagoya Grampus Eight /Nagoya Grampus | J1 League             | 11           | 1            | 1                     | 0                     | 2             | 0             | 2        | 0         | 16        | 1         |
| 2010                  | Tokushima Vortis                     | J2 League             | 31           | 16           | 2                     | 1                     | -             | -             | -        | -         | 33        | 17        |
| 2011                  | Tokushima Vortis                     | J2 League             | 31           | 7            | 0                     | 0                     | -             | -             | -        | -         | 31        | 7         |
| 2012                  | Tokushima Vortis                     | J2 League             | 35           | 9            | 2                     | 2                     | -             | -             | -        | -         | 37        | 11        |
| 2013                  | Tokushima Vortis                     | J2 League             | 40           | 14           | 0                     | 0                     | -             | -             | -        | -         | 40        | 14        |
| 2014                  | Tokushima Vortis                     | J1 League             | 19           | 0            | 1                     | 0                     | 3             | 0             | -        | -         | 23        | 0         |
| 2015                  | Tokushima Vortis                     | J2 League             | 29           | 2            | 3                     | 2                     | -             | -             | -        | -         | 32        | 4         |
| 2016                  | Yokohama FC                          | J2 League             | 33           | 4            | 2                     | 0                     | -             | -             | -        | -         | 35        | 4         |
| 2017                  | Yokohama FC                          | J2 League             | 18           | 0            | 0                     | 0                     | -             | -             | -        | -         | 18        | 0         |
| Tổng cộng sự nghiệp   | Tổng cộng sự nghiệp                  | Tổng cộng sự nghiệp   | 282          | 58           | 14                    | 5                     | 18            | 2             | 2        | 0         | 316       | 65        |